# Astroloma
Genre
Classification phylogénétique
Astroloma est un genre de plantes à fleurs de la famille des Ericaceae.
Le genre comprend 20 espèces et est originaire d'Australie, la plupart des espèces sont originaires d'Australie-Occidentale, mais on en rencontre quelques-unes en Nouvelle-Galles du Sud, en Victoria, en Tasmanie et en Australie-Méridionale.

## Principales espèces
- Astroloma baxteri A.Cunn. ex DC.
- Astroloma cataphractum A.J.G.Wilson MS
- Astroloma ciliatum (Lindl.) Druce
- Astroloma compactum R.Br.
- Astroloma conostephioides (Sond.) F.Muell. ex Benth. - Flame Heath
- Astroloma drummondii Sond.
- Astroloma epacridis (DC.) Druce
- Astroloma foliosum Sond. - Candle Cranberry
- Astroloma glaucescens Sond.
- Astroloma humifusum (Cav.) R.Br. - Cranberry Heath
- Astroloma macrocalyx Sond.
- Astroloma microcalyx Sond.
- Astroloma microdonta Benth.
- Astroloma microphyllum Stschegl.
- Astroloma pallidum R.Br.
- Astroloma pedicellatum A.J.G.Wilson MS
- Astroloma pinifolium (R.Br.) Benth. - Pine Heath
- Astroloma recurvum A.J.G.Wilson MS
- Astroloma serratifolium (DC.) Druce
- Astroloma stomarrhena Sond.
- Astroloma tectum R.Br.
- Astroloma xerophyllum (DC.) Sond.